# Cosmia picta
Cosmia picta là một loài bướm đêm trong họ Noctuidae.